# Submarine (roman)
Submarine (titre original : Submarine) est un roman d'apprentissage de Joe Dunthorne (en) paru en 2008.
Le livre fait l'objet d'une adaptation au cinéma sous le même titre de Submarine en  2010.
Le roman parle d'Oliver Tate, un adolescent de quinze ans, raconte avec humour et angoisse sa relation avec sa petite amie et sa vision des tensions qui pèsent sur le mariage de ses parents.

## Le roman
Publié par la maison d'édition Penguin en 2008, Submarine a été écrit par Joe Dunthorne (en) lorsqu'il faisait ses études en création littéraire (creative writing) à l'Université d'East Anglia. Il a remporté le prix de l'université Curtis Brown. À l'origine il s'agissait d'une nouvelle, Dunthorne a posté le premier chapitre sur ABCtales.com, un site web qui permet aux auteurs de partager, de discuter et de développer leurs écrits. Sa popularité sur le site l'a conduit à écrire le roman en entier.

## Résumé
Ce roman s'inscrit dans le genre du bildungsroman et du récit initiatique. Oliver, un jeune adolescent de quinze ans raconte sa vie au collège et sa découverte du sentiment amoureux avec Jordana Bevan. Ils filent un amour imparfait qui leur correspond pourtant à la perfection, s'imposent des règles de conduite en amour par exemple :    
1. Ne pas se donner de surnoms
2. Ne pas se tenir la main
3. Pas d'émotions (« trop gay »).

C'est lorsque tout semble aller pour le mieux pour Oliver, que celui-ci se retrouve embarqué dans les tensions qui pèsent entre son père Lloyd Tate et sa mère Jill. Surpassée par la routine, Jill semble se perdre dans un quotidien pesant et ennuyeux sans même que son mari ne s'en rende compte. L'arrivée d'un ami d'enfance, Graham Purvis vient perturber son présent et lui rappeler ce qu'elle était plus jeune et la femme qu'elle aurait pu devenir.
De son côté, Jordana doit également faire face à d'autres problèmes. Sa mère tombe gravement malade et Oliver découvre un tout autre aspect de sa personnalité auquel il ne s'attendait pas.
Ne sachant comme aider son amie et ses parents, Oliver essaye de faire des choix.

## Personnages
- Oliver Tate[4] est un adolescent de 15 ans perturbé entre autres par la relation entre ses parents, il commence a se livrer à partir du moment ou il sort avec Jordana Bevan.
- Une jeune adolescente qui représente le total inverse de la personnalité d'Oliver.Un élément perturbateur vient perturber la situation, c'est la mère de Jordana.
- Jordana bevan est une lycéenne mystérieuse ,elle ne parle jamais vraiment d'elle-même ou ne s'ouvre pas aux autres sa personnalité est énigmatique, manipulatrice et exigeante.
- Jill Tate
- Lloyd Tate est le père d'Olliver. Depuis l'arrivée de son voisin Graham (l'amour de jeunesse de sa femme) sa relation devient plus complexe avec son épouse, ce qu'il l'entraine dans une dépression mais cette relation va s'améliorer au cours du film. Il aime bien conseiller son fils sur sa relation avec Jordana (il lui confectionne une cassette et parle de sa manière d'aborder les femmes). Il reste souvent chez lui et il est passionné par la biologie marine jusqu'à en faire une émission (mystère des profondeurs). Il devient finalement professeur à la faculté car son émission n'a pas eu un assez grand succès. Il en profite pour intéresser son fils et lui montre son métier. Il est réservé sur ses sentiments et ne se laisse pas submerger par la colère et la tristesse, il ne montre rien et reste passif face a Graham. Il nous laisse penser qu'il est inactif mais toutes ses actions sont réfléchis et ont des conséquences.
- Graham Purvis est le nouveau voisin d'Oliver Tate qu'il le soupçonne d'être un Ninja, c'est le Don Juan du film . Il organise des conférences sur le pouvoir de la lumière. Il a une pensée mystique, sa copine la quitte à cause de ça. On apprend durant le film qu'il était le premier amour Jill Tate avec un portrait d'elle fit par Graham gardé dans sa boite à secret. Graham est l'élément perturbateur de l'histoire, il remet en question toute la pensée de Jill mais il finit par comprendre qu'il n'a pas trop sa place ici et décide de déménager.

## Thèmes
- L'amour
- La confiance
- La fidélité
- Le pardon
- L'apprentissage : Oliver fait face a deux types d'apprentissage : l'amour est sa propre personne . Il apprend à gérer sa relation avec Jordana; c'est son premier amour. Et en étant avec elle il apprend à sortir de sa bulle et à vivre avec les autres. Il s'adapte aux habitudes de Jordana (jouer avec le feu). Il apprend à faire des choix surtout un choix qui va changer le cours du film (Jordana ou ses parents) . Oliver fait également face a sa rupture avec Jordana il subit une déception amoureuse. Il apprend à accepter ses émotions et à les montrer, les communiquer.
- La communication : Dans ce roman, on peut voir qu'Oliver et ses parents n'ont pas beaucoup de communication, ils ne s'ouvrent pas sur leurs sentiments. Un soir alors qu'il rentre tard sa mère lui court après en lui demandant ce qui se passe très directement et maladroitement tandis que son père plus délicat, lui donne des conseils. La communication des parents cause un problème de dépression chez eux-mêmes quand Oliver veut se confier il se heurte contre un mur. Les parents d'Oliver et lui-même n'arrivent pas à communiquer car les parents n'y arrivent pas entre eux. Devant la télé, il n'y a aucune communication. Jill et Lloyd restent renfermer l'un envers l'autre sur leurs ressentis et avec leur fils aussi. Oliver prend la décision de ne pas se confier sur ses problèmes de famille pour protéger Jordana.

## Adaptation au cinéma
C'est en 2010 que le roman Submarine a été adapté par Richard Ayoade au cinéma. Dans la peau d'Olivier Tate, Craig Roberts réussit à capter la singularité étonnante du personnage.
La distribution se compose de :    
- Yasmin Paige (Jordana)
- Noah Taylor (Lloyd Tate)
- Paddy Considine (Graham Purvis)
- Sally Hawkins (Jill Tate)
- Alex Turner (musicien) compose et chante les chansons du film en incarnant poétiquement le monde dans lequel vit Oliver, un monde où la réalité est cryptée sous son regard introverti.

Une réception controversée:          
« Richard Ayoade filme cette odyssée adolescente 100 % british en adoptant le point de vue unique de ce héros. Ce qui fournit un joyeux décalage entre le récit pontifiant et cynique de ce dernier et la réalité des faits… pas forcément à son avantage. Une excellente surprise cinématographique de l'été ».
« Richard Ayoade revisite l'adolescence en forçant le trait avec un brin d'ironie. Et le drame importe moins que le charme de sa mise en scène maniérée ou celui de la côte anglaise et des duffel-coats. Du coup, s'il agace parfois à pasticher la nouvelle vague (sans en avoir l'air) tout en lui rendant hommage (du bout des doigts), Submarine reste amusant. Il n'est donc pas interdit de prendre du plaisir devant les souffrances de ce jeune Werther. C'est même le but ».
« Le film souffre d'un enrobage un peu surfait, à base de voix-off à la première personne ou de division en chapitres, béquilles inutiles qui ne le font jamais décoller vraiment de sa source littéraire(...) » .